# Acanthocreagris italica
Acanthocreagris italica är en spindeldjursart som först beskrevs av Beier 1958.  Acanthocreagris italica ingår i släktet Acanthocreagris och familjen helplåtklokrypare. Inga underarter finns listade i Catalogue of Life.